# Joshua Tree National Park
Het Joshua Tree National Park is een nationaal park in het zuiden van de staat Californië in de Verenigde Staten, ten oosten van het gebied tussen Los Angeles en San Diego (ten noorden van Palm Springs). De afmetingen zijn ongeveer 100 km van oost naar west, en 50 km van noord naar zuid.
Het park wordt gekenmerkt door twee totaal verschillende woestijnlandschappen: De lage Colorado Desert in het zuidoosten (hier groeien natuurlijke tuinen met onder andere Opuntia en struikgewassen) en de hoger gelegen, vochtigere en iets koelere Mojave Desert. Dat is het gebied waar "Joshua trees" (Yucca brevifolia) groeien, een plantensoort uit het geslacht Yucca, waar het park zijn naam aan dankt.
Naast de Joshua trees is het park ook bekend om zijn vreemde landvormen. De heuvels en rotsen bestaan uit massief gesteente, dat is verbrokkeld in losse stukken (boulders). Deze heuvels zijn een waar paradijs voor liefhebbers van rotsklimmen (verticale of horizontale beweging over steil, rotsachtig terrein) en boulderen (verticale of horizontale beweging over boulders, lagere rotsen waardoor meestal zonder touw kan worden geklommen). De vlaktes tussen de heuvels zijn schaars begroeid met Joshua trees, die samen met de boulders het karakteristieke landschap vormgeven. De Mojave Desert ligt op ongeveer 1000 meter boven zeeniveau. De Colorado Desert ligt veel lager, en is daardoor aanmerkelijk warmer. Voordat het in 1994 een nationaal park werd, was het een nationaal monument (sinds 1936).

## Recreatie
Het park kan dagelijks worden bezocht via twee ingangen, een aan de noordkant en een aan de zuidkant. De toegang is niet gratis, eten en drinken is er niet te koop. Kamperen in het park is mogelijk, al zijn er weinig kampeerplaatsen en meestal zonder watertoevoer. In het park zijn diverse 'trails' uitgezet, waarvan Hidden Valley een van de populairste is.

## Wetenswaardigheden
- In augustus 2011 kwamen Guus van Hove, de directeur van poppodium 013, en zijn vriendin Helena Nullett door een hitteberoerte te overlijden toen ze in het park zochten naar de boom die op de albumhoes van het album The Joshua Tree van U2 staat.[1] Deze boom bevond zich echter op een geheel andere locatie, in Death Valley, en bestaat inmiddels niet meer.

## Externe link

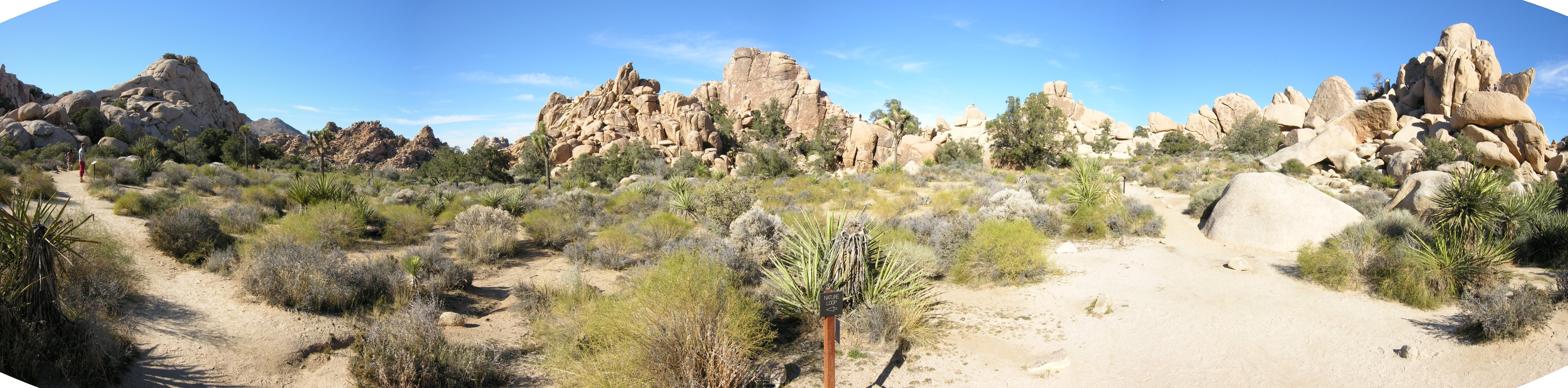
Hidden Valley

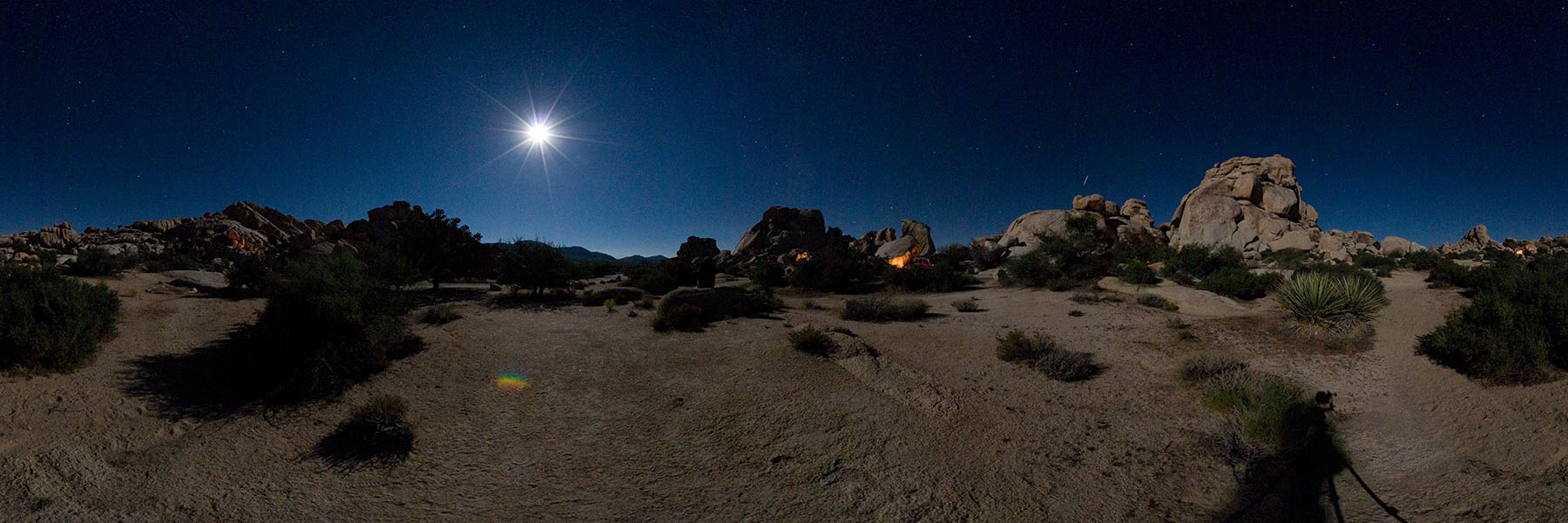
Nachtelijk panorama in het Joshua Tree National Park.